# Camiel Mostaert
Camiel (ou Camille) Mostaert, né à Aalter-Sainte-Marie le 9 septembre 1857 et décédé à Oostkamp le 18 mai 1941 fut un homme politique belge, membre du parti ouvrier belge.

## Biographie
D'abord gérant d'une ferme modèle (1886-1894), Mostaert devint brasseur indépendant (Eigen Hulp) en 1905, puis administrateur des coopératives Werkerswelzijn à Bruges (1919) et Verlichting (1920). 

Il fut élu député de Bruges (1919-1927) et conseiller communal de Oostkamp (1921-1938).

## Sources
- sa Bio sur ODIS